# 풍암고등학교
풍암고등학교(楓岩高等學校)는 대한민국 광주광역시 서구 풍암동에 위치한 공립 고등학교이다.

## 학교 연혁
- 2003년 2월 28일 : 풍암고등학교 개교
- 2003년 3월 1일 : 초대 박성수 교장 취임
- 2003년 3월 4일 : 개교, 입학식 (남 4학급, 여 6학급 총 350명)
- 2006년 2월 10일 : 제1회 졸업식(졸업생수 337명)
- 2024년 3월 1일 : 제10대 전근배 교장 취임
- 2025년 1월 23일 : 제20회 졸업식(졸업생 241명, 총 6,189명)
- 2025년 3월 4일 : 신입생 입학(입학생 232명 남학생 4개반, 여학생 5개반)

## 참고 자료
- 풍암고등학교 - 한국교육학술정보원 학교알리미